# Liste der Stolpersteine in Schöppingen
Die Liste der Stolpersteine in Schöppingen enthält die Stolpersteine, die im Rahmen des gleichnamigen Kunst-Projekts von Gunter Demnig in Schöppingen verlegt wurden. Mit ihnen soll an die Opfer des Nationalsozialismus erinnert werden, die in Schöppingen lebten und wirkten.
Die bisher einzige Verlegung fand am 19. Dezember 2023 statt.

## Liste der Stolpersteine
| Name                   | Adresse         | Bild | Inschrift | Verlegedatum  | Biografie und Anmerkungen |
| ---------------------- | --------------- | --- | --- | ------------- | ------------------------- |
| Erich Ernst Ransenberg | Amtsstraße 14 · | Bild gesucht Der Benutzer GeorgDerReisende ( Diskussion ) wünscht sich an dieser Stelle ein Bild vom Ort mit diesen Koordinaten 52.092029 7.234845 . Motiv: Amtsstraße 14: Stolpersteine für Familie Ransenberg, die Lage und das Haus Falls du dabei helfen möchtest, erklärt die Anleitung , wie das geht. BW | Hier wohnte Erich Ernst Ransenberg Jg. 1899 gedemütigt/entrechtet tot 20. März 1937 jüdisches Krankenhaus Köln-Ehrenfeld | 19. Dez. 2023 |                           |
| Hilde Ransenberg       | Amtsstraße 14 · | Bild gesucht Die Wikipedia wünscht sich an dieser Stelle ein Bild vom hier behandelten Ort. Falls du dabei helfen möchtest, erklärt die Anleitung , wie das geht. BW | Hier wohnte Hilde Ransenberg geb. Kiefer Jg. 1907 Flucht 1938 Brasilien                                                  | 19. Dez. 2023 |                           |
| Werner Ransenberg      | Amtsstraße 14 · | Bild gesucht Die Wikipedia wünscht sich an dieser Stelle ein Bild vom hier behandelten Ort. Falls du dabei helfen möchtest, erklärt die Anleitung , wie das geht. BW | Hier wohnte Werner Ransenberg Jg. 1933 Flucht 1938 Brasilien                                                             | 19. Dez. 2023 |                           |